# Phare de Torre Grande
Le phare de La Torre Grande (en italien :Faro di Torre Grande) est un phare situé sur une ancienne tour de vigilance côtière du XIVe siècle, sur le front de mer de la Marina de Torre Grande en mer de Sardaigne, dans la province d'Oristano (Sardaigne), en Italie.

## Histoire
La construction de la Torre Grande à Oristano a commencé en 1542 sur l'ordre du roi espagnol Charles Quint et elle est considérée comme la plus grande tour de défense côtière en Sardaigne. La tour a un diamètre de plus de 20 mètres et se développe sur deux niveaux atteignant 16 mètres de hauteur. Sa construction a été achevée en 1555. Au XIXe siècle une lanterne a été placée sur le toit de la tour et une maison de gardien a été construite à côté.
Le phare, entièrement automatisé, est géré par Marina Militare. Le bâtiment est géré par la ville d'Oristano qui l'a transformé en musée des tours côtières .

## Description
Le phare  se compose d'une tour cylindrique en pierre de 16 m de haut, une lanterne placée à l'intérieur d'une pièce et montré derrière une baie vitrée. Le bâtiment est peint en blanc. Il émet, à une hauteur focale de 18 m, un éclat rouge toutes les 5 secondes. Sa portée est de 8 milles nautiques (environ 15 km) .
Identifiant : ARLHS : SAR-022 ; EF-1394 - Amirauté : E1106 - NGA : 8324 .

## Caractéristiques dufeu maritime
Fréquence : 5 secondes (R)
- Lumière : 1 seconde
- Obscurité : 4 secondes

|                      |
| La maison de gardien |

|                         |
| Le phare (Torre Grande) |

### Lien connexe
- Liste des phares de la Sardaigne